# نبیل شعبان
نبیل شعبان (به انگلیسی: Nabil Shaban) (زاده ۱۲ فوریه ۱۹۵۳) بازیگر، نویسنده اردنی-انگلیسی است.
از فیلم‌های معروف او می‌توان به بازی در فیلم شهر لذت اشاره کرد.

## زندگی‌نامه
شعبان در عمان، اردن زاده شد. او در اواخر دهه ۱۹۷۰ در دانشگاه سوری در انگلستان تحصیل کرد و به روزنامه اتحادیه دانشجویان «آمار و ارقام» کمک کرد. در سال ۱۹۹۷، مدرک دکترای افتخاری از طرف دانشگاه سوری به وی برای خدمات در ارتقاء هنر معلولین اعطا شد.